# Бхіванді
19°18′00″ пн. ш. 73°04′00″ сх. д. / 19.3° пн. ш. 73.066666666667° сх. д.
Бхіванді (англ. Bhiwandi, маратхі भिवंडी) — місто на заході Індії, в штаті Махараштра, розташоване на території округу Тхане. Адміністративний центр однойменного талука. Місто є частиною агломерації Великого Мумбаї.

## Географія та клімат
Місто розташоване в західній частині Махараштри, в долині річки Улхас. Висота над рівнем моря становить 23 м. Бхіванді розташований на відстані приблизно 20 кілометрів на північний схід від Мумбаї, адміністративного центру штату та на відстані 1110 кілометрів на південний захід від Делі, столиці країни. Клімат міста, що лежить у субекваторіальному поясі, характеризується зміною вологого та сухого сезонів. Середньорічна кількість опадів — 3224 мм.

## Демографія
За даними останнього офіційного всеіндійського перепису 2001 року, населення міста становило 598 741 особи, з яких чоловіки становили 54,05 %, жінки — відповідно 45,95 %. Рівень грамотності населення становив 66 % (при середньому по Індії показнику 59,5 %) . Динаміка чисельності населення міста за роками:
| 1991    | 2001    | 2012    |
| ------- | ------- | ------- |
| 379 070 | 598 741 | 925 109 |

## Економіка
Бхіванді один із найбільших і найвизначних центрів текстильної промисловості Індії; тому місто відоме також під неофіційною назвою «Індійський Манчестер» . У місті також розташована низка підприємств фармацевтичної промисловості.

## Транспорт
Через Бхіванді проходить автомагістраль, що з'єднує міста Мумбаї та Агру. Найближчий аеропорт розташований у місті Мумбаї.